# Police (công xã)
Gmina Police là một vùng  đô thị-nông thôn (quận hành chính) tại Hạt Police, West Pomeranian Voivodeship, ở phía tây bắc Ba Lan, ở biên giới Đức. Khu hành chính của nó là thị trấn Police, nằm khoảng 13 kilômét (8 mi) phía bắc thủ đô khu vực Szczecin.
Gmina có diện tích là 251,42 kilômét vuông (97,1 dặm vuông Anh), và tính đến năm 2006, tổng dân số của nó là 41.417 (trong đó dân số của Police lên tới 34.284, và dân số của vùng nông thôn của Gmina  là 7.133).

## Làng
Ngoài thị trấn Police, Gmina  Police chứa các làng và các khu định cư của Bartoszewo, Dębostrów, Dobieszczyn, Drogoradz, Gunice, Karpin, Leśno Gorne, Mazańczyce, Niekłończyca, Nowa Jasienica, Pienice, Pilchowo, Podbrzezie, Poddymin, Przęsocin, Siedlice, Sierakowo, Stare Leśno, Stary Dębostrów, Tanowo, Tatynia, Trzebież, Trzeszczyn, Turznica, Uniemyśl, Węgornik, Wieńkowo, Witorza, Zalesie và Żółtew.

## Gmina lân cận
Gmina Police giáp với thành phố Szczecin và các Gmina của Dobra, Goleniów, Nowe Warpno và Stepnica. Nó cũng giáp Đức.